# Anton Karas

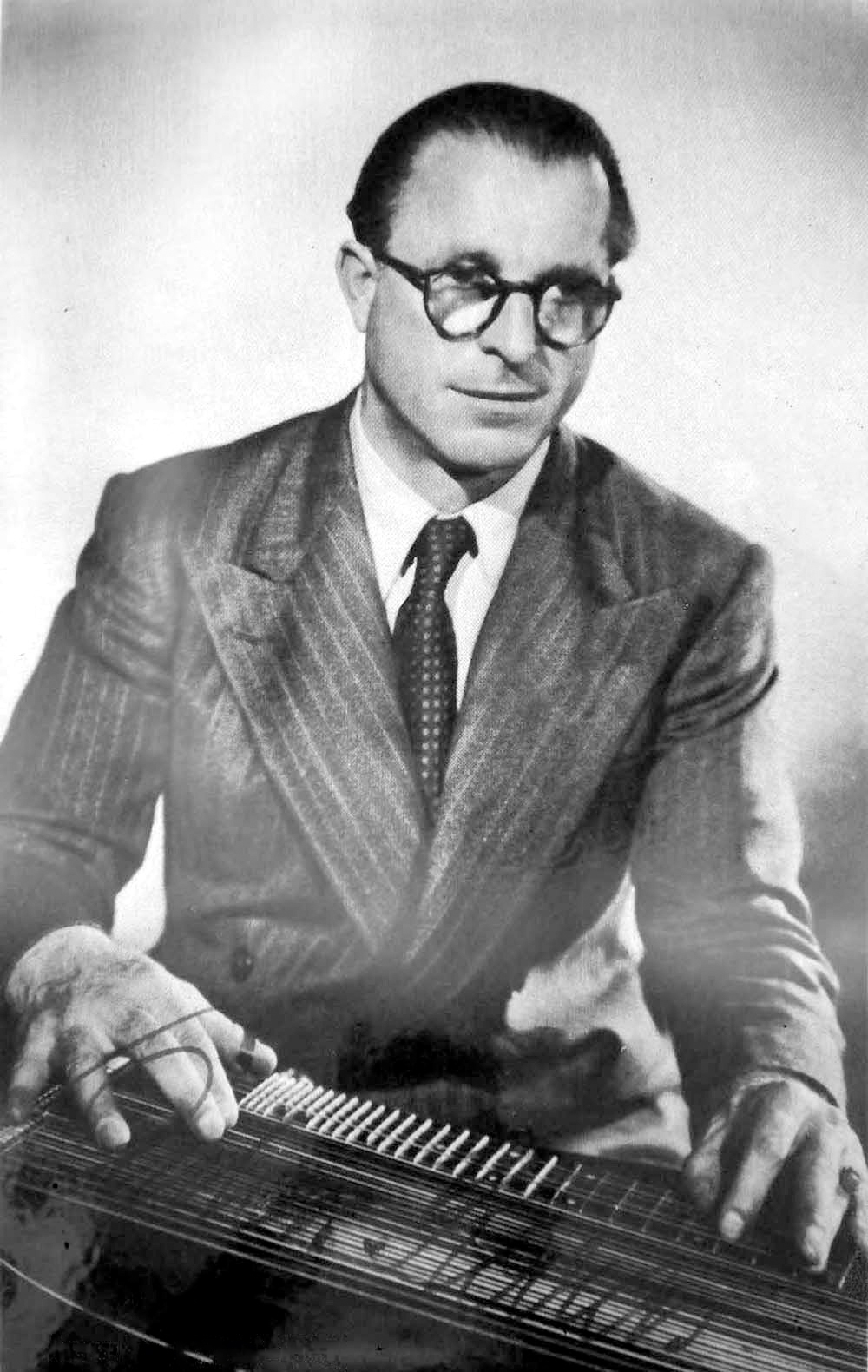
Anton Karas.

Anton Karas (Wenen, 7 juli 1906 - aldaar, 10 januari 1985) was een Oostenrijks citerspeler. Hij is de componist en speler van de soundtrack van de speelfilm The Third Man.

## Biografie
Anton Karas werd op 7 juli 1906 in Wenen geboren. Als kind was hij al geïnteresseerd in muziek, vooral in het orgelspelen. Zijn grootste wens was om dirigent te worden. Omwille van financiële omstandigheden kreeg hij, toen hij twaalf jaar was, alleen les in citerspelen. Dit instrument vond hij op de zolder in het huis van zijn grootmoeder.
Op zijn zeventiende was hij professioneel musicus en trad hij op in sommige Heuriger in Wenen. Van 1924 tot 1928 studeerde hij harmonie aan het Weense conservatorium. In deze tijd gaf hij samen met de citerspeler Adolf Schneer concerten.
In 1948 ontmoette Karas de Engelse filmregisseur Carol Reed. Reed was toen bezig de thriller The Third Man, gebaseerd op een verhaal van Graham Greene, op te nemen. De meeste details van de film waren toen al uitgewerkt, behalve de muziek. Toen hij eens langs een Heuriger kwam en Karas op een citer hoorde spelen, haalde Reed Karas over om voor hem in zijn hotel te spelen. Hier maakte hij een opname, die hij in de studio zou gaan testen. Reed hield van het effect dat verkregen werd door het geluid van de citer achter een dialoog te plaatsen. Karas werd aangenomen en werd voor 12 weken naar Londen gebracht.
In Londen kreeg Karas al snel last van heimwee. Karas bedacht muziek voor iedere scène van de film. Het stuk, dat later als Harry Lime Theme of The Third Man Theme bekend zou staan, had Karas echter al circa 20 jaar eerder geschreven. De film ging aan het einde van 1949 in Engeland in première. Karas, die na de première in Londen gelijk naar Oostenrijk was teruggegaan, merkte de eerste weken niets van de populariteit van het stuk. Daarna kwamen de berichten van de muziekuitgevers en uiteindelijk de koninklijke familie die hem terug uitnodigden naar Londen voor een concert.
Op 10 januari 1985 stierf Anton Karas. Hij werd begraven op een begraafplaats in Sievering in Wenen. Vandaag de dag bezoeken nog steeds fans zijn graf.